# Fisklösen (Grythyttans socken, Västmanland, 662258-143470)
Fisklösen är en sjö i Hällefors kommun i Västmanland och ingår i Göta älvs huvudavrinningsområde.